# Nuevo Zopoma
Nuevo Zopoma är en ort i Mexiko.   Den ligger i kommunen Tolimán och delstaten Jalisco, i den södra delen av landet, 500 km väster om huvudstaden Mexico City. Nuevo Zopoma ligger 1 465 meter över havet och antalet invånare är 111.
Terrängen runt Nuevo Zopoma är lite bergig, och sluttar västerut. Runt Nuevo Zopoma är det glesbefolkat, med 20 invånare per kvadratkilometer. Närmaste större samhälle är Alista, 6,2 km norr om Nuevo Zopoma. I omgivningarna runt Nuevo Zopoma växer huvudsakligen savannskog.